# Jacline Mouraud
Pour les articles homonymes, voir Mouraud.
Jacline Mouraud, née le 24 avril 1967 à Guérande, est une militante et femme politique française ayant compté parmi les figures du mouvement des Gilets jaunes.

## Biographie

### Situation personnelle
Native de Guérande (Loire-Atlantique) et habitante du Morbihan depuis toujours, Jacline Mouraud, qui a été autrefois agent de sécurité incendie en grande surface, est maintenant hypnothérapeute depuis 2013, notamment pour combattre l'addiction au tabac et ayant des « fins de mois difficiles » avec "moins de 800 euros par mois". Est critiqué également son intérêt pour le paranormal ainsi que pour les Chemtrails,.
Compositrice et accordéoniste, Jacline Mouraud a travaillé dans des salles de danse et de concert ou lors de festivals de musique,,. En 2014, elle reçoit une couverture médiatique locale après avoir proposé un nouvel hymne national français,.

### Mouvement des Gilets jaunes
Son implication dans le mouvement des Gilets jaunes commence en octobre 2018 par une vidéo virale sur Facebook au sujet de la hausse du prix des carburants à laquelle elle est opposée,. La vidéo qui dure 4 minutes et 38 secondes, compte alors plus de 6 millions de vues sur internet. Mouraud avait réalisé une vidéo similaire au tout début des élections présidentielles françaises d'avril 2017.
En novembre 2018, Jacline Mouraud dépose plainte pour propos diffamatoires et menaces prononcées du fait de sa participation au mouvement des Gilets jaunes et reçues dans sa boîte aux lettres. En décembre, elle rencontre le Premier ministre Édouard Philippe faisant partie d'une délégation de manifestants gilets jaunes. Mouraud dénonce également ceux qu'elle considère comme des extrémistes au sein du mouvement. En février 2019, elle dénonce ce qu'elle considère être une grave ingérence dans la scène politique intérieure française, à savoir des déclarations de membres du gouvernement italien sur le mouvement des gilets jaunes.
Priscillia Ludosky et Éric Drouet dénoncent, à la mi-janvier 2019, le comportement de Jacline Mouraud au sein du mouvement, lui reprochant de nourrir des ambitions personnelles ou politiques. Jacline Mouraud devient lentement une figure de division dans le mouvement des Gilets jaunes, accusée par d'autres militants de partager des « fake news » (infox).

### Parcours politique
Jacline Mouraud fonde et prend la présidence du parti politique Les Émergents en janvier 2019 avec l'intention de présenter des candidats aux élections municipales de 2020 à Bohal (Morbihan),,. Dès avril 2019, le parti essuie une vague de démissions de plusieurs membres du bureau fondateur,.
Jacline Mouraud incite à voter aux élections européennes de 2019. Pendant la campagne, elle propose la création d'un porte-parolat du citoyen et de favoriser la démocratie participative. Elle annonce en décembre 2020 sa candidature à l'élection présidentielle de 2022. Elle se lance dans la recherche des 500 parrainages nécessaire à une candidature avant de se retirer en décembre 2021 en faveur du candidat Éric Zemmour ; dont elle devient l'une des porte-paroles ; elle rejoint dans le même temps son parti Reconquête. Selon Libération, elle aurait été rémunérée en tant que prestataire de la campagne pour un montant de 4 100 euros mensuels sur une période de quatre mois. Ne trouvant aucune preuve de ces "conseils en communication" auprès du candidat, la CNCCFP a décidé de sortir cette prestation du remboursement des comptes de campagne d'Éric Zemmour.

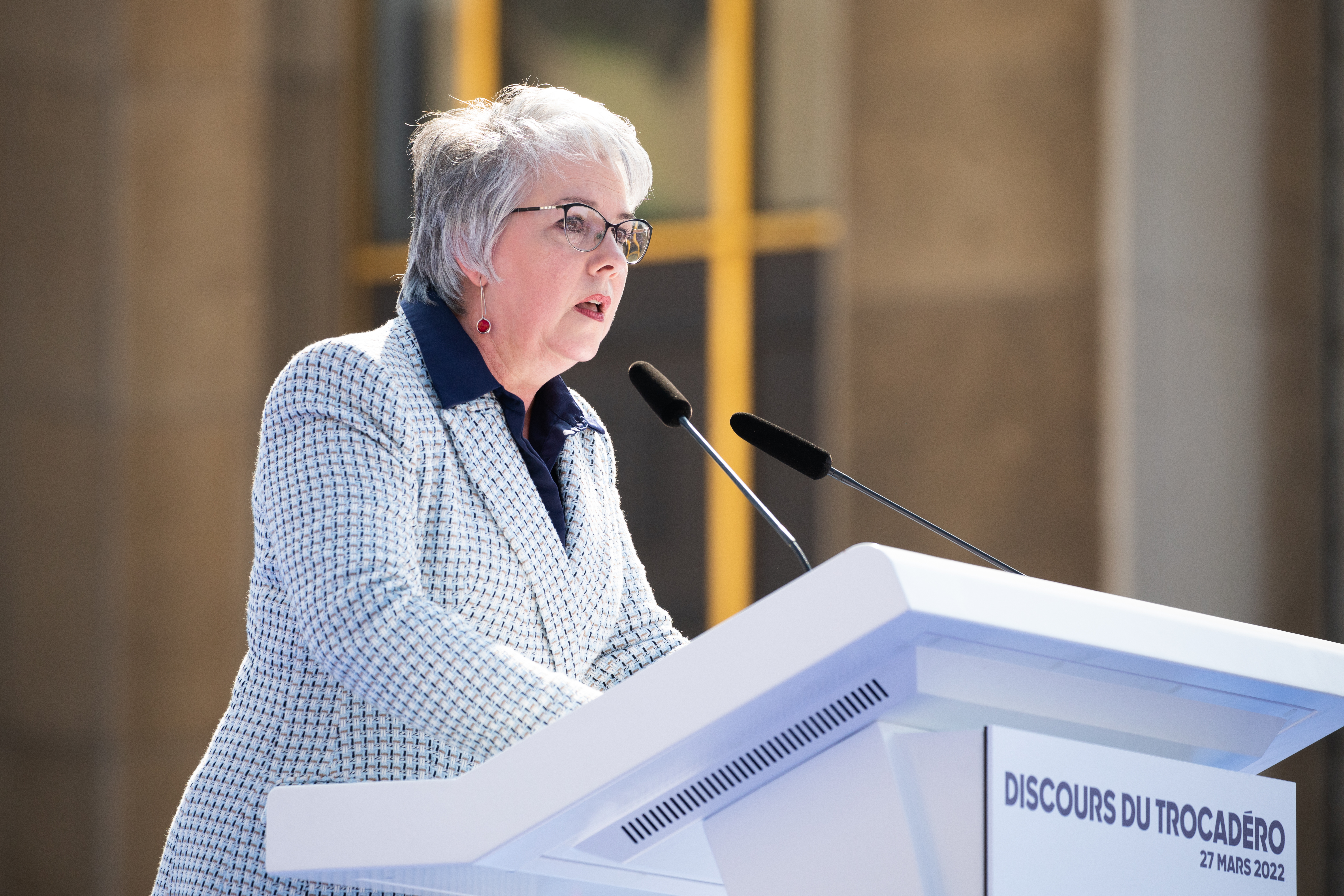
Jacline Mouraud au meeting d'Éric Zemmour au Trocadéro (Paris) le 27 mars 2022.

Elle quitte le parti en septembre 2022, alors que son fonctionnement est remanié, critiquant le « mépris » de Zemmour pour les Français et l'influence de Sarah Knafo sur Reconquête. Elle publie l'année suivante le livre Jacline qui ? : Réponse à Éric Zemmour aux éditions Bouquins dans lequel elle revient sur son expérience à Reconquête, et sur les dysfonctionnements internes au parti ; il est préfacé par Michel Onfray.

## Positions politiques
En 2019, lors de la conférence de presse, le parti Les Émergents se prononce en faveur de l'arrêt des projets « climaticides », de la baisse du train de vie des hommes politiques, pour le développement des maisons de charité financées par des « grands patrons ». Jacline Mouraud indique également vouloir une baisse de la TVA sur les produits de première nécessité et réviser la taxation des entreprises du CAC 40 et l'instauration d'une tranche supplémentaire pour l'impôt sur le revenu,.
Le parti se positionne comme n'étant « ni de droite, ni de gauche ». Cependant, lors de sa déclaration de candidature à l'élection présidentielle de 2022, Jacline Mouraud propose un recours plus fréquent aux référendums, promettant en particulier une consultation sur l’immigration qui se rapproche de celles proposées par les candidats de droite et d’extrême droite. 20 minutes relève qu'elle « n’hésite d’ailleurs pas à retweeter Éric Zemmour », à qui elle apporte finalement son soutien. Elle veut travailler avec lui pour les questions de fiscalité et la défense du pouvoir d'achat. Elle affirme son attachement à la France : « Nous devons tout à la France », affirme-t-elle à cette occasion.

## Ouvrages
- Jacline qui ? : Réponse à Éric Zemmour  (préf. Michel Onfray), éditions Bouquins, 2 mars 2023, 216 p. (ISBN 978-2382924013).